# Укрвоздухпуть
Укрвоздухпуть (укр. Укрповітрошлях) — авиатранспортное предприятие СССР, основанное в 1923 году и осуществлявшее свою деятельность на территории УССР, РСФСР и ЗСФСР с 1924 по 1929 год.

## История
Предприятие было образовано в начале 1923 года в виде акционерного общества с контрольным пакетом акций у государства. Учредительное собрание состоялось 11 апреля. Учредителями выступили Общество авиации и воздухоплавания Украины и Крыма, Главное управление воздушного флота РККА (Главвоздухфлот) и Совнарком УССР. Председателем правления был выбран В. Н. Ксандров, начальник Воздушного Флота Украинского военного округа В. Ю. Юнгмейстер стал техническим директором, а начальник транспортного отдела Уполномоченного Наркомата внешней торговли при СНК УССР Н. Л. Стамо — коммерческим директором. Первоначальный капитал общества составил 550 тыс. рублей золотом. Летом этого же года было закуплено 6 самолётов Дорнье Комета. В октябре на собрании общества был выбран высший руководящий орган предприятия — совет в составе 14 человек. Главой Совета стал председатель СНК УССР В. Я. Чубарь, а его заместителем — командующий войсками Украины и Крыма М. В. Фрунзе.
Воздушные сообщения предприятие открыло 25 мая 1924 года рейсами Харьков — Елисаветград — Одесса и Харьков — Полтава — Киев. Рейс на Одессу выполнялся один раз в неделю, и дважды в неделю на Киев. Стоимость перелёта пассажира до Одессы составляла 60 рублей и 45 рублей до Киева. 1 октября воздушная навигация была завершена до следующей весны. За первый сезон на регулярных авиалиниях было перевезено 280 пассажиров, 137 кг почты и 519 кг груза. В том же 1924 году новым директором-распорядителем общества вместо Ксандрова стал В. Н. Макогон.
В 1925 году «Укрвоздухпуть» приобрёл ещё 7 самолётов Дорнье Комета. В результате появились новые авиалинии: ежедневная на Москву и дважды в неделю на Ростов-на-Дону. Помимо почтово-пассажирских рейсов авиакомпания выполняла работы по аэрофотосъёмке. За сезон 1925 года, завершившийся 1 октября, было перевезено 1551 пассажир 6,8 т почты и 11,6 т грузов. 
В 1925 году «Укрвоздухпуть» объединился с обществом «Закавиа» — в первом был создан отдел воздушных сообщений по Кавказскому региону. Авиакомпания стала выполнять перелёты на Кавказ и за границу — в Иран. Общество регулярно субсидировалось государством. Так на 1928/1929 хозяйственный год «Укрвоздухпуть» получил субсидию в размере 1,8 млн рублей. Согласно постановлению СНК СССР от 10 декабря 1929 года общества «Добролёт» и «Укрвоздухпуть» были объединены во всесоюзное общество «Добролёт», слияние было осуществлено в начале 1930 года.